# 君士坦丁一世 (亞美尼亞)
君士坦丁一世（亞美尼亞文：Կոստանդին Ա）是奇里乞亞亞美尼亞王國的第二任統治者，魯本一世之子。他是魯本王朝的成員。

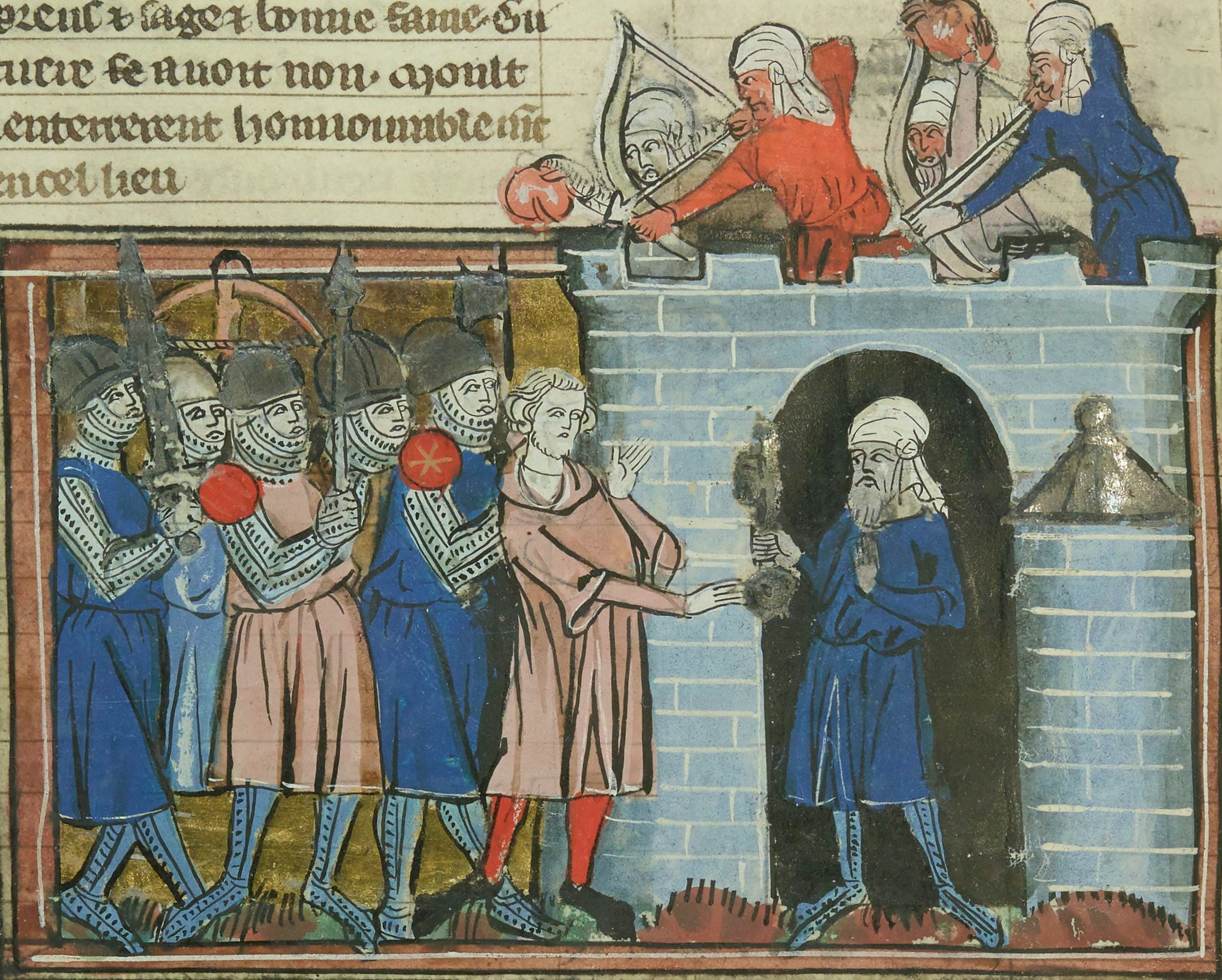
君士坦丁一世與加利利親王坦克雷德

君士坦丁一世在1095年父親去世後繼位。在第一次十字軍東征期間，君士坦丁一世與十字軍互相援助，埃德薩伯爵喬瑟林一世還娶了君士坦丁一世的女兒碧翠絲。他在1100年左右去世，他的兩個兒子索羅斯一世與萊翁一世先後即位。